# پایین بیشه سر
پایین بیشه سر، روستایی از توابع بخش مرکزی شهرستان بابل در استان مازندران ایران است.

## جمعیت
این روستا در دهستان فیضیه قرار دارد و به دو بخش پایین و بالا بیشه سر تقسیم شده‌است  و براساس سرشماری مرکز آمار ایران در سال ۱۳۸۵، جمعیت آن ۲٬۸۴۹ نفر (۷۳۹خانوار) بوده‌است. 